# Silvia Federici
Silvia Federici (pronunție în italiană [ˈsilvja fedeˈriːtʃi]; n. 24 aprilie 1942, Parma, Italia) este o savantă și profesoară americană de origine italiană, activistă a curentului marxist de feminism autonomist⁠(d) radical. Deține titlul de profesor emerit la Universitatea Hofstra⁠(d), unde a fost profesoară de științe sociale. A lucrat ca profesoară în Nigeria timp de mai mulți ani și este, de asemenea, co-fondatoare a Comitetului pentru Libertatea Academică în Africa⁠(d) și membră a Midnight Notes Collective.

## Biografie
Federici a crescut în Italia și a plecat în SUA în 1967 pentru a face doctoratul în filozofie la Universitatea din Buffalo⁠(d). A predat în Nigeria la Universitatea din Port Harcourt⁠(d) și a fost asistent de profesor, iar mai apoi Profesor de Filosofie Politică și Studii Internaționale la New College of Hostra University.
Este co-fondatoarea Colectivului Feminist Internațional și organizatoare a campaniei „Wages for homework⁠(d)” (din engleză „Salarii pentru casnici/casnice”). În 1973, a pus umărul la formarea mai multor grupuri în SUA asociate acestei campanii. În 1975 a publicat cartea Wages Against Housework (din engleză „Salarii împotriva casnicilor/casnicelor”), foarte des asociată cu mișcarea începută de ea.
A mai participat și la fondarea Comitetului pentru Libertatea Academică în Africa⁠(d) (Commitee for Academic Freedom in Africa – CAFA). În 1995, a fost co-fondatoarea proiectului destinat luptei împotriva pedepsei cu moartea „Radical Philosophy Association” (RPA).

## Contribuții științifice
Cea mai cunoscută lucrare a Silviei Federici, Caliban and the Witch: Women, the Body and Primitive Accumulation, extinde un studiu al Leopoldinei Fortunati⁠(d), care investighează motivele pentru vânătoarea de vrăjitoare de la începutul perioadei moderne, Federici contribuind cu o interpretare feministă⁠(d). În lucrare, ea pune la îndoială afirmația lui Karl Marx precum că acumularea primitivă⁠(d) este un precursor necesar al capitalismului. În schimb, ea postulează că acumularea primitivă este o caracteristică fundamentală a capitalismului în sine: capitalismul, pentru a se perpetua, necesită o infuzie constantă de capital expropriat.
Federici leagă această expropriere de lucrul neplătit al femeilor, pe care ea îl vede, istoric vorbind, ca o condiție a dezvoltării economiei capitaliste bazată pe munca salariată. Ea mai descrie și lupta istorică pentru bunul public⁠(d) și comunalism⁠(d). În loc de învingerea feudalismului, Federici interpretează ascensiunea capitalismului ca o reacție împotriva creșterii valului de comunalism și îndreptată spre păstrarea contractului social elementar. Astfel de fenomene ca violul și prostituția, precum și procesele de erezie și vânătoare de vrăjitoare, arderea pe rug și tortura, Federici le vede ca fiind la baza subjugării femeilor.

## Cărți
- (1975) Wages Against Housework. Bristol: Power of Women Collective & Falling Wall Press.
- (1984, cu Leopoldina Fortunati) Il Grande Calibano: Storia del corpo social ribelle nella prima fase del capitale. Milan: Franco Angeli
- (2004) "Il Femminismo e il Movimento contro la guerra USA", în DeriveApprodi nr. 24
- (2004) Caliban and the Witch: Women, the Body and Primitive Accumulation. Brooklyn, NY: Autonomedia.
- (2012) Revolution at Point Zero: Housework, Reproduction, and Feminist Struggle, Brooklyn/Oakland: Common Notions/PM Press
- (2018) Re-enchanting the World: Feminism and the Politics of the Commons Arhivat în 16 februarie 2019, la Wayback Machine.. Oakland, CA: Kairos/PM Press
- (2018) Witches, Witch-Hunting, and Women Arhivat în 15 februarie 2019, la Wayback Machine.. Oakland, CA: PM Press